# یواس‌اس کنیستو (ای‌او-۹۹)
یواس‌اس کنیستو (ای‌او-۹۹) (به انگلیسی: USS Canisteo (AO-99)) یک کشتی است. این کشتی در سال ۱۹۴۵ ساخته شد.